# ジュニア・スタニスラス
フェリクス・ジュニア・スタニスラス（Felix Junior Stanislas, 1989年11月26日 - ）はイギリス・ロンドン出身の元サッカー選手。現役時代のポジションはミッドフィールダー。

## 来歴

### クラブ
10歳で、地元のクラブチームであるウェストハムのアカデミーへと入団する。ウェストハムのトップチームには3年間在籍し、その間2008年末から2009年初めにかけて試合経験を積むために6週間限定でサウスエンド・ユナイテッドにレンタル移籍している。サウスエンド・ユナイテッド在籍時にはFAカップのルートン・タウン戦にて2ゴールを挙げるなど活躍を見せ、ウェストハム復帰後の2009年3月にはFAプレミアリーグデビューを果たしている。果敢なドリブル突破とそれを支える俊足を見込まれ、2009-2010シーズンでは主にカップ戦要員としてではあるが、コンスタントに試合に出場し得点も挙げている。2011年8月、バーンリーFCへ完全移籍。
2014年6月、AFCボーンマスに完全移籍。
2023年10月12日、現役引退を表明した。

### 代表
国際戦の舞台では、2007年に19歳以下のイングランド代表に選出されたのを皮切りに各年代の代表にコンスタントに招集されている。
彼自身がセントルシア人とイギリス人とのハーフであることから、セントルシア代表が彼のフル代表招集を画策したこともあったが、スタニスラス自身はイングランド代表の一員としてのプレーにこだわり、これを断っている。

## 所属クラブ
- ウェストハム・ユナイテッドFC 2008-2011

→ サウスエンド・ユナイテッドFC 2008-2009 (レンタル)
- バーンリーFC 2011-2014
- AFCボーンマス 2014-2023

## タイトル
AFCボーンマス
- フットボールリーグ・チャンピオンシップ: 2014–15[7]